# Radis fourrager
Variété
Synonymes
- Raphanus sativus convar. oleifer[1]
- Raphanus sativus subsp. oleiferus[1]
- Raphanus sativus subsp. oleiformes[1]
- Raphanus sativus var. oleifera (préféré par BioLib)[1]

Le Radis fourrager, Raphanus sativus L. var. oleiformis Pers. est une variété de plantes à fleurs annuelles de la famille des Brassicacées, famille anciennement nommée Crucifères.
De la même espèce que le radis rouge, elle est cultivée pour la production de feuillage utilisé comme fourrage ou comme engrais vert.

## Description
C'est une plante herbacée annuelle à pousse rapide, à tige glabre. Le cycle de végétation est très court : 60 à 80 jours.

## Utilisation
Le radis fourrager peut être consommé en vert. Il est alors pâturé au fil électrique ou distribué afin de limiter les quantités consommées. 
Peu onéreux, le radis fourrager est aussi une espèce particulièrement intéressante à utiliser en engrais vert car certaines variétés ont des propriétés nématicides .
Le radis est gélif et s’enfouit plus facilement qu’une moutarde développée car il est moins haut. Certains pivots peuvent cependant repartir, même enfouis. Le radis se prête bien aux associations avec des légumineuses. En prenant en compte son pivot, il produit une biomasse nettement supérieure à la moutarde blanche et aux autres cultures intermédiaires, sans pour autant piéger plus d’azote.
C'est également une espèce mellifère reconnue.